# Terenga
Terenga (Tереньга) est une commune urbaine de Russie, siège administratif du raïon (arrondissement) de Terenga de l'oblast d'Oulianovsk.

## Étymologie
Le nom de ce bourg provient de la rivière Terengoul venant des mots turcs « teren », signifiant profond et « koul » signifiant, ravin, vallée, dans sa variante tchouvache « teren » ou « taran » et « goul ».

## Histoire
Terenga est fondé dans la seconde moitié du XVIIe siècle. Sa première mention écrite date du 23 mai 1682, l'un de ses fondateurs étant le prince Dolgoroukov. Il appartient au prince Sergueï Petrovitch Dolgoroukov en 1721 et il est placé sous le patronage de la Présentation au Temple (Vvedenskoïé). En 1747, son nouveau propriétaire est le prince V.S. Galitzine. En 1768-1769, les princes Galitzine font construire une manufacture de textile, la plus importante du gouvernement de Simbirsk.
En 1780, le village de Terengoul fait partie de l'ouïezd de Senguileï et en 1796 dépend du gouvernement de Simbirsk (auparavant province de Simbirsk). Le bourg jouit d'une position avantageuse car il se trouve sur la route d'Orenbourg à Moscou et Nijni Novgorod et devient un bourg commercial important. Il se trouve à 70 verstes de Simbirsk et à 47 verstes de Senguileï, le chef-lieu de l'ouïezd. L'ouïezd de Senguileï compte en 1910-1911 9 238 exploitations agricoles pour une population de 49 478 habitants. Les métiers prédominants sont dans les différentes localités de peuplement: tonneliers (Nazaïkino), abatteurs (Yassachnaïa Tachla, Zelenets), bûcherons (Soldatskaïa Tachla, Yassachnaïa Tachla, Bolchaïa Borla), briquetiers (Yazykovo), forgerons (Terenga, Krasnoborsk), tailleurs (Toumkino, Krasnoborsk, Yassachnaïa Tachla), charpentiers (Bolchaïa Borla, Mikhaïlovka), scieurs (Yassachnaïa Tachla, Bolchaïa Borla), cordonniers et charpentiers (Terenga), cueilleurs de champignons (Yassachnaïa Tachla).
Jusqu'au début du XIXe siècle, la propriétaire de Terenga est la princesse N.A. Galitzina, puis c'est un haut fonctionnaire, Alexandre Nikiforovitch Skrebitski, également propriétaire de Gladtchikha et Epifanovka. La première église de la Présentation (dédiée à la Présentation de Marie au Temple), construite en bois, date de 1787. Elle est reconstruite en pierre plus loin en 1850 par Alexandre Skrebitski et chauffée. La paroisse dispose aussi de deux chapelles dont l'une, dédiée à l'Intercession à 4 verstes du bourg, servait en particulier pour la procession annuelle du 1er octobre en souvenir de l'évitement de l'épidémie de choléra,.
En 1861, le bourg devient le siège de la volost du même nom, comprenant dix-sept villages. Une école publique de garçons ouvre en 1863 et en 1872, une école mixte de zemtsvo. Une maison d'arrêt est construite en 1886. La caisse d'épargne ouvre en 1890. Une école de filles ouvre en 1897.
Au début du XIXe siècle, le manoir et le domaine des Galitzine passent au début à un lointain parent, le chambellan N.I. Maslov, puis en 1819 à N.B. Almazova (née princesse Galitzina), puis à son neveu, le prince I.A. Galitzine. Le domaine est acheté par Alexandre Skrebitski dans les années 1830 et ses descendants en héritent: les Kindiakov, les barons Strömfeldt (après 1864) et enfin de 1899 à 1917 à Cathleen (russifiée en Ekaterina Maximilianovna) Percy-French. 
Le raïon de Terenga est formé en 1835 avec 24 conseils (soviets) ruraux. Le bourg obtient le statut de commune urbaine, le 16 novembre 1966. Il devient le siège du conseil rural du même nom en 2005.

## Lieux à visiter

### Le manoir de Terenga
La maison de maître de Terenga a été construite dans un style néoclassique tardif au milieu du XIXe siècle pour Alexandre Skrebitski. Elle est entourée d'un parc paysager ceint de murs. Le propriétaire avait la réputation d'un homme éclairé et intelligent, respecté de ses paysans. Le manoir du domaine est longtemps habité par sa fille, Sophie Alexandrovna et son second époux, le baron suédois K.K. von Strömfeldt. Ensuite la propriété passe à leur nièce de la riche famille des Kindiakov, Cathleen Percy-French (1864-1938), sujette britannique, bienfaitrice notamment de la Croix-Rouge pendant la Première Guerre mondiale, présidente de la société artistique de Simbirsk et de la société musicale et théâtrale de Simbirsk. Elle ouvre un hôpital militaire dans ses propriétés de Kiev et de Terenga dès le début de la Première Guerre mondiale. Elle émigre en 1919, émigre en Chine et est enterrée dans la sépulture paternelle en Irlande.

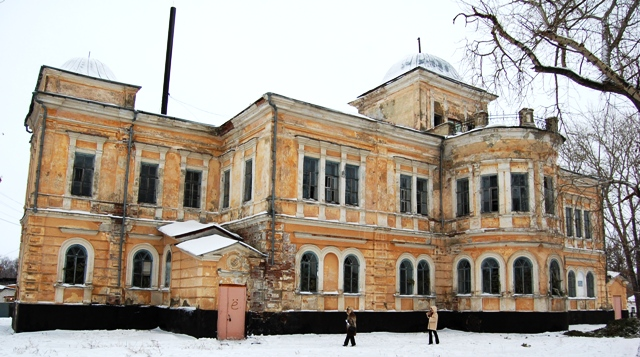
Le manoir de Terenga.

La demeure et ses terres sont nationalisées en 1918. L'état-major du général Cappel s'y installe pendant la guerre civile. L'administration du raïon (arrondissement) y emménage après 1928, puis une école, dans les années 1930 un internat, puis une école d'enseignement général. L'école déménage en 2003. Mais depuis cette époque, les ouvertures sont murées et l'édifice tombe peu à peu en ruines.

### Église de la Présentation
L'église, restaurée dans les années 2010, dépend de l'éparchie de Melekess.

### Monuments
- Monument aux morts de la Grande Guerre patriotique (1985)[10]

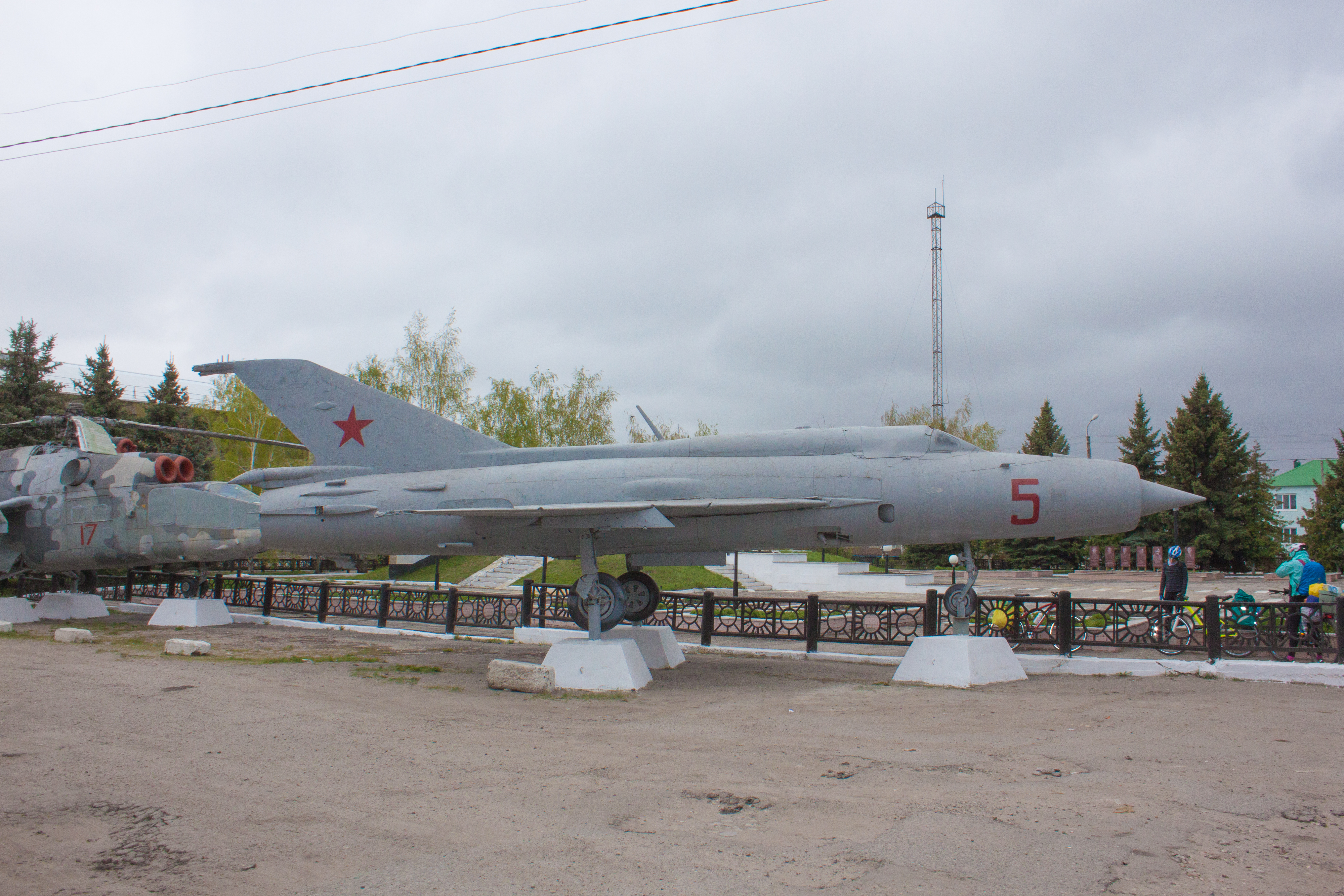
Parc de la Victoire à Terenga.
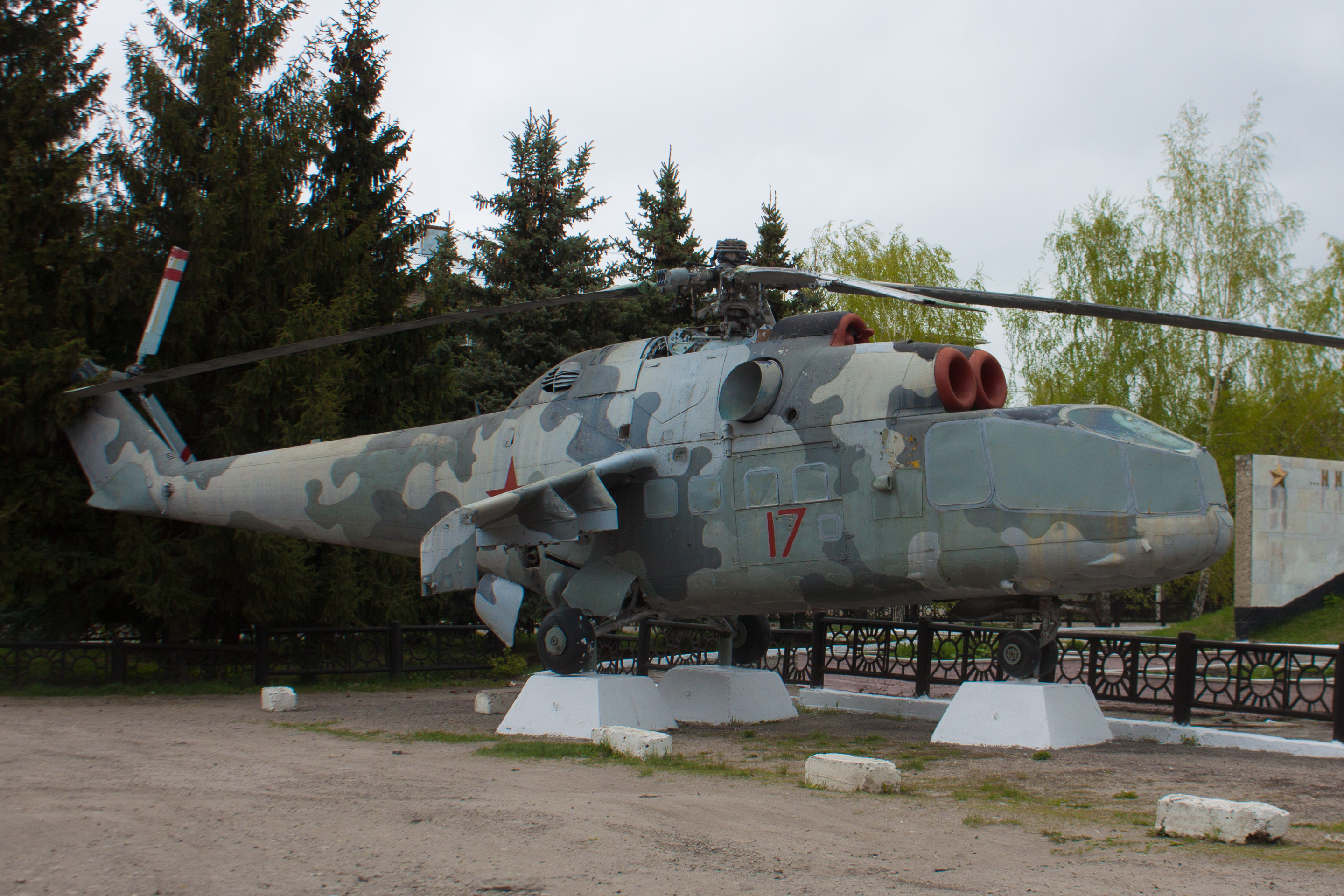
Parc de la Victoire à Terenga.
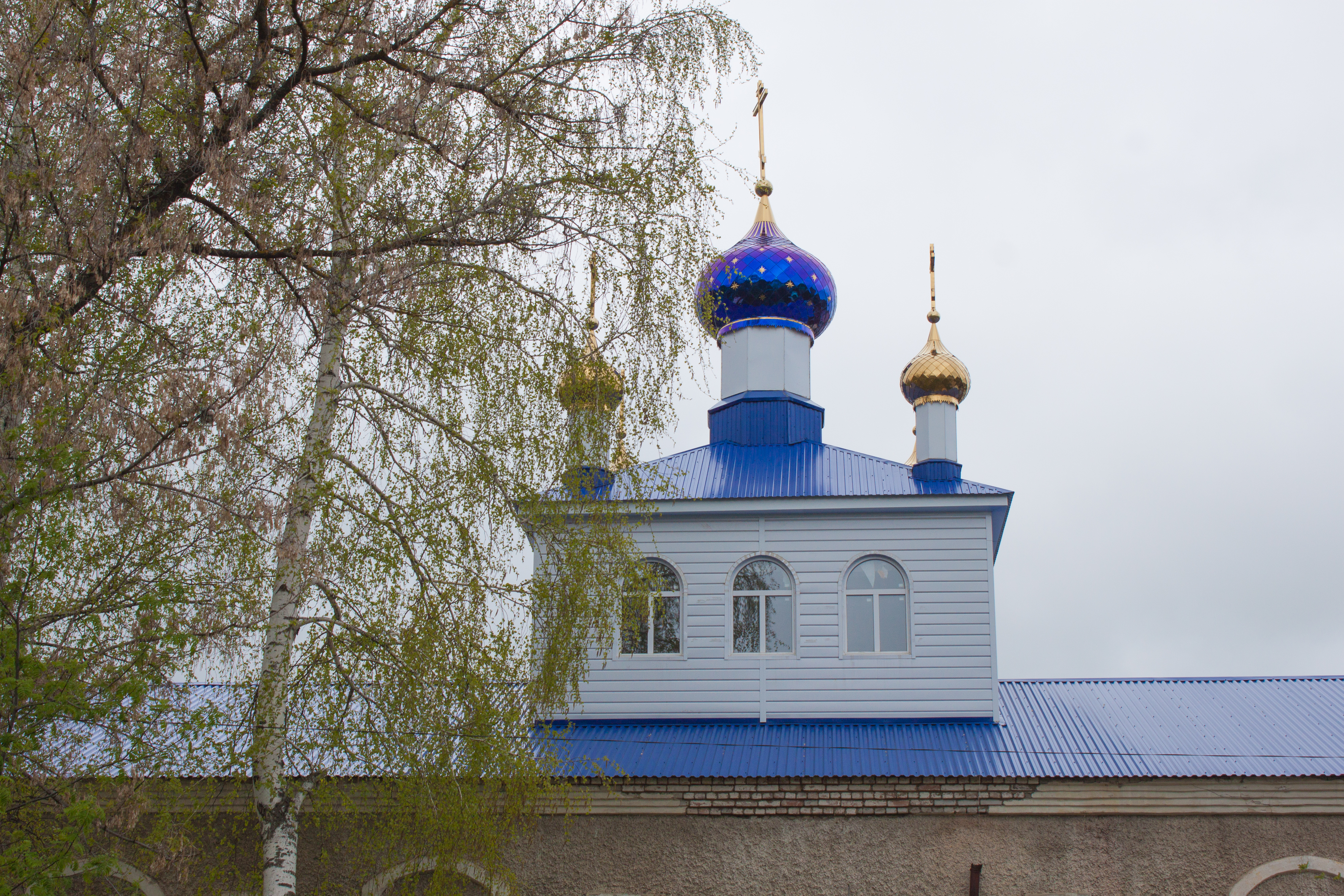
Église de la Présentation, restaurée dans les années 2000-2010[11],[12].
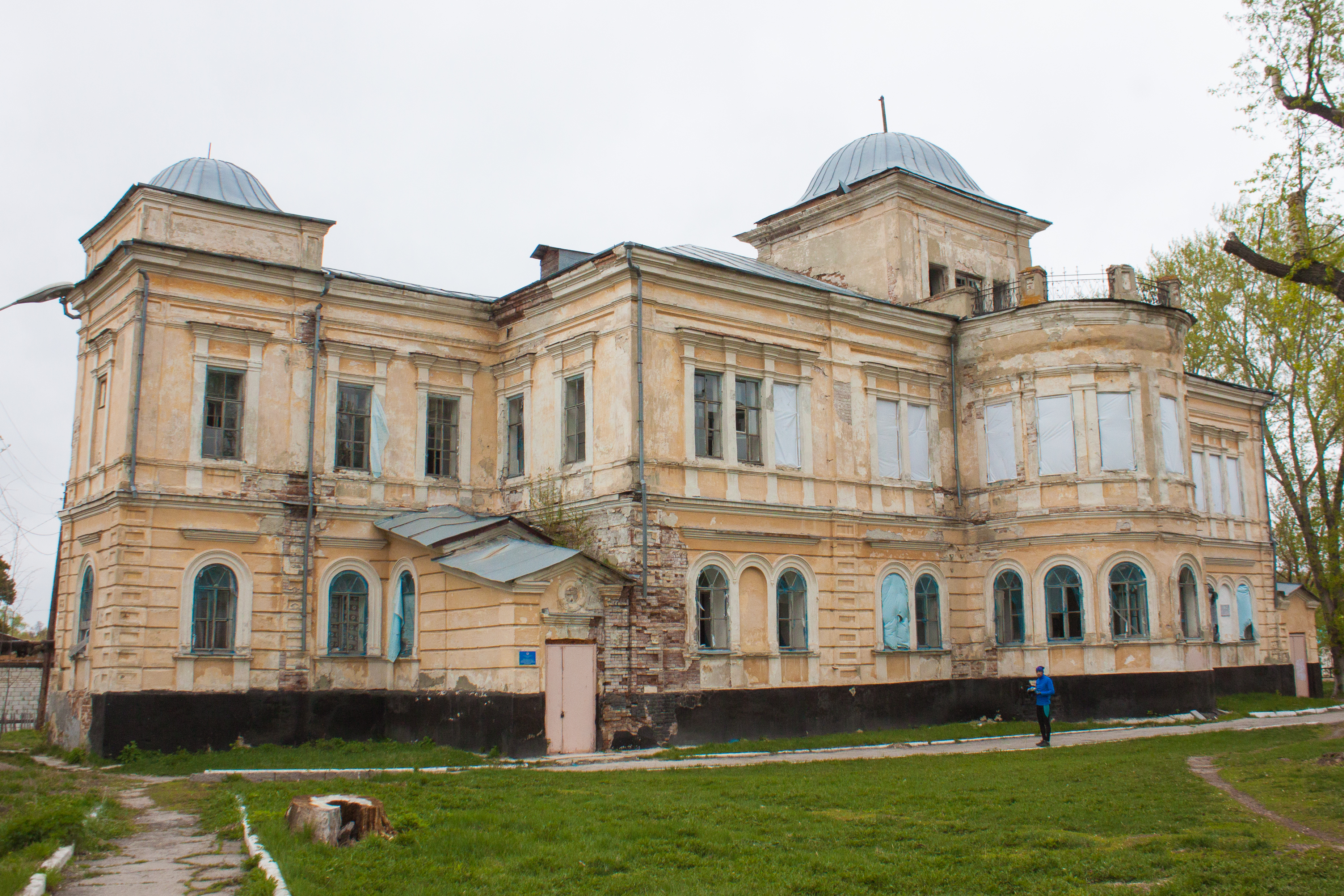
Manoir Percy-French.
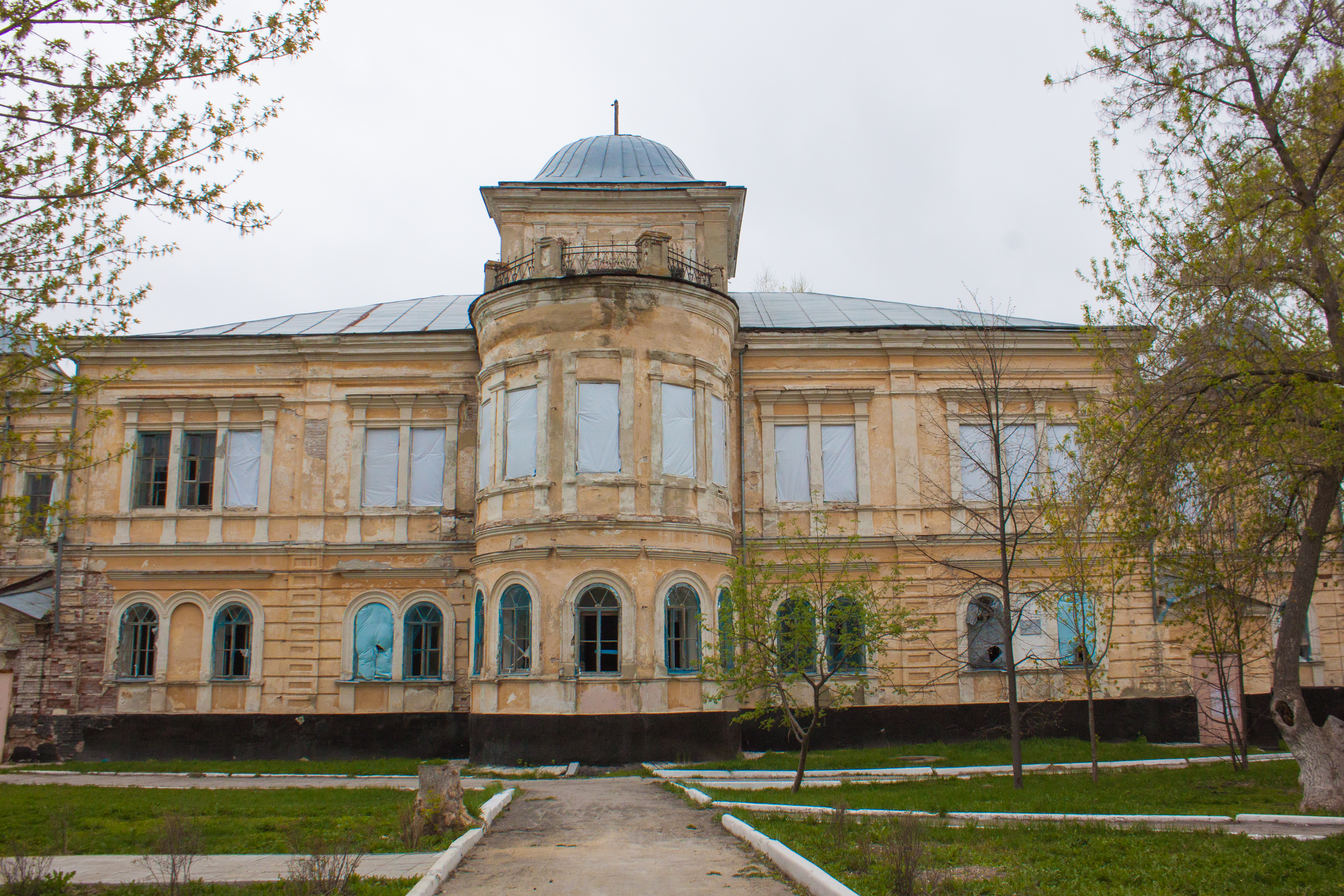
Manoir Percy-French.
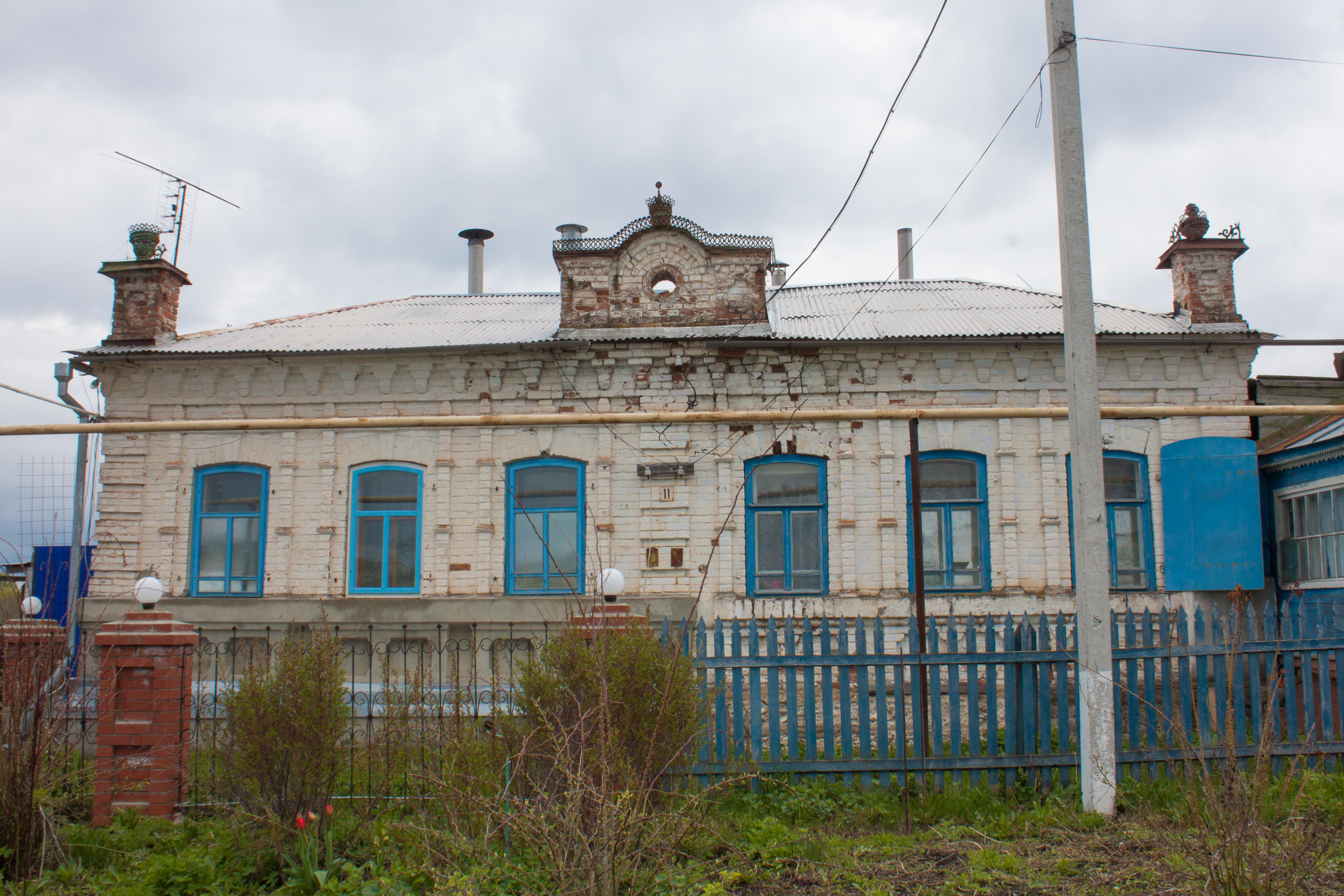
Maison ancienne.

### Festival
Un festival a lieu tous les ans depuis 2010 pour des concerts d'accordéon, de bayan et instruments apparentés.

## Population
| Année | Nombre de foyers | Nombre d'habitants | Remarques |
| ----- | ---------------- | ------------------ | --- |
| 1780  |                  | 1352               | Nombre d'âmes (paysans de propriétaires terriens).                                                                                                  |
| 1859  | 578              | 2803               | Églises orthodoxes 2. Chapelle de vieux-croyants. Bureau de poste. Foire. Marché. Fabrique de textile. Casernement.                                 |
| 1900  | 488              | 3235               | dans 308 foyers. 838 h. et 945 f.; vieux-croyants dans 7 foyers. 23 h. et 21 h. 173 foyers. 671 h. et 715 f.; nombre de vieux-croyants 13 h. et 9 f |
| 1924  | 664              | 3326               | |

| Année | Habitants |
| ----- | --------- |
| 1897  | 3041      |
| 1939  | 3501      |
| 1959  | 3056      |
| 1970  | 4288      |
| 1979  | 4622      |
| 1989  | 5941      |
| 2002  | 5509      |
| 2010  | 5330      |
| 2016  | 5084      |
| 2021  | 5186      |

## Entreprises importantes
- ОАО «Тереньгульский маслодельный завод» Usine de produits laitiers de Terengoul
- ООО «Народный хлеб» Pain populaire
- ФГУ «Тереньгульский лесхоз» Entreprise forestière de Terengoul
- ГП «Полиграфист» Polygraphiste

## Personnalités
- Valentin Fiodorovitch Morozov (1911-1999), pionnier de la production de chocolat au Japon.